# Рыжешейная птица-носорог
Рыжешейная птица-носорог, или непальская птица-носорог, или непальский калао (лат. Aceros nipalensis) — вид птиц семейства птицы-носороги, единственный представитель рода азиатских калао. Подвидов не выделяют. 

## Описание
Общая длина птицы вместе с хвостом от 90 см до 1 м, масса самцов 2,5 кг, самок 2,27 кг. Самки немного мельче самцов (у самок длина крыла 392-440 мм, длина хвоста 372-400 мм, а у самцов 415-455 мм и 405-425 мм, соответственно). У взрослых самцов голова, шея и нижняя часть тела рыжеватого цвета, с более насыщенной окраской на боках и брюхе. Верхняя часть тела, крылья и верх хвоста глянцево-чёрные. Кончики средних первостепенных маховых перьев и нижняя половина хвоста белого цвета. Нижние кроющие перья хвоста каштанового цвета с примесью чёрного. Голая кожа вокруг глаз голубого цвета; горловой мешок красного цвета, голая кожа у основания подклювья и под подбородком фиолетово-синяя. Бледно-жёлтый клюв утолщён у основания, но шлема нет. На надклювье имеется ряд тёмных полос. Радужная оболочка оранжевая, ноги и ступни чёрные. 
Самки почти полностью чёрного цвета, за исключением белых кончиков средних первостепенных маховых перьев и концевой части хвоста белого цвета. Кожа вокруг глаз тускло-голубая, горловой мешок алого цвета. Радужная оболочка красная. Молодые особи похожи на взрослых самцов, но у них клюв меньше и без тёмных полос радужная оболочка зеленовато-белая. У молодых самок рыжеватые голова, шея и нижняя часть тела начинают изменять окраску на чёрную в возрасте одного года. 

## Распространение
Обитает в Бутане, северо-востоке Индии, Мьянме, южном Юньнане и юго-востоке Тибета, Китае, Таиланде, Лаосе и Вьетнаме. Численность этого вида в последнее время сильно сократилась и оценивается в 7000—10 000 взрослых особей.